# Kunstjahr 1503
Liste der Kunstjahre

◄ | 1499 | 1500 | 1501 | 1502 | Kunstjahr 1503 | 1504 | 1505 | 1506 | 1507 | ► | ►►

Weitere Ereignisse
Dieser Artikel behandelt das Kunstjahr 1503.

## Ereignisse

### Malerei
- Im Oktober verfasst der Florentiner Hofbeamte Agostino Vespucci eine Randnotiz, dass Leonardo da Vinci ein Porträt der Lisa del Giocondo angefertigt habe, bei der es sich möglicherweise um die Mona Lisa handelt.

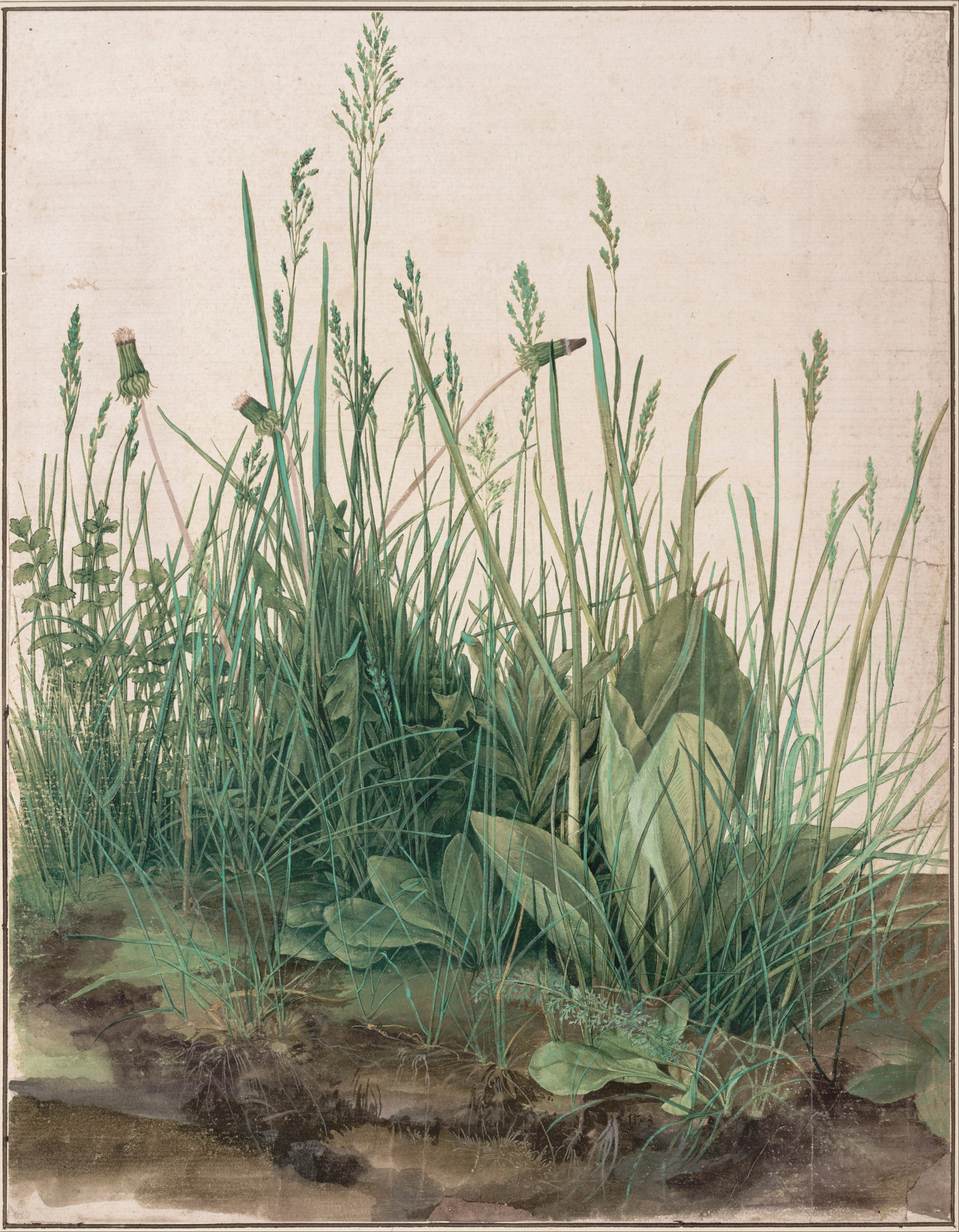
Das große Rasenstück

- Albrecht Dürer malt das Aquarell Das große Rasenstück, neben der Iris seine einzig gesicherte reine Pflanzenstudie.
- Der Meister des Bützow-Altars vollendet den Marienaltar für die Stiftskirche Bützow.
- Leonardo da Vinci und Michelangelo erhalten den Auftrag, für den Saal der Fünfhundert im Palazzo Vecchio in Florenz jeweils ein großes Wandgemälde zu schaffen. Als Themen werden die Anghiari-Schlacht (Leonardo) bzw. die Schlacht bei Cascina (Michelangelo) benannt. Zu einer Fertigstellung beider Wandgemälde kommt es nicht. Leonardo lässt sein Werk unvollendet zurück und Michelangelo kommt über die vorbereitenden Kartons nicht hinaus.

- um 1503: Raffael vollendet die Werke Kreuzigung und Krönung Mariä.

### Sonstiges
- 1. November: Mit Giuliano della Rovere besteigt ein Kunstliebhaber und Mäzen den Papstthron. Er nimmt den Namen Julius II. an.
- um 1503: Das Gebetbuch Jakobs IV. von Schottland und seiner Gemahlin Margaret Tudor entsteht.

## Geboren

### Geburtsdatum gesichert
- 11. Januar: Parmigianino (Gerolano Francesco Maria Mazzola), italienischer Maler des Manierismus († 1540)
- 17. November: Agnolo Bronzino, italienischer Maler († 1572)

### Genaues Geburtsdatum unbekannt
- Pedro de Campaña, niederländischer Maler († um 1580)
- Augustin Hirschvogel, deutscher Künstler, Geometer  und Kartograf  der Renaissance († 1553)

## Gestorben

### Todesdatum gesichert
- vor dem 30. Januar: Simon Lainberger, Nürnberger Bildschnitzer
- 20. Mai: Lorenzo di Pierfrancesco de’ Medici, Florentiner Adeliger und Kunstmäzen (* 1463)
- 10. November: Israhel van Meckenem der Jüngere, deutscher Kupferstecher (* 1440/1445)

### Genaues Todesdatum unbekannt
- Andrea Bregno, italienischer Bildhauer (* 1418)
- Hans Nussdorf, Basler Baumeister (* um 1420)

### Gestorben nach 1503
- Alvise Vivarini, venezianischer Maler (* um 1442)